# Young for Eternity
| Оценки критиков | Оценки критиков |
| Источник        | Оценка          |
| --------------- | --------------- |
| The Guardian    | [ 1 ]           |
| NME             | (6/10)          |
| PopMatters      | (7/10)          |
| Allmusic        | [ 4 ]           |
| Prefix          | [ 5 ]           |
| BBC             | (Positive)      |
| The A.V. Club   | A−              |
| E!              | B+              |
| Slant           | [ 9 ]           |
| Pitchfork Media | (6.6/10)        |

Young for Eternity — дебютный альбом британской группы The Subways. Альбом был выпущен 4 июля 2005 года через лейбл Infectious Records. Он занял 32 место в UK Albums Chart и получил золотой статус в 2007 году, продав более 100 000 копий.

## Список композиций
Слова и музыка всех песен — The Subways.
| №   | Название                                              | Длительность |
| --- | ----------------------------------------------------- | ------------ |
| 1.  | «I Want to Hear What You Have Got to Say»             | 3:24         |
| 2.  | «Holiday»                                             | 1:52         |
| 3.  | «Rock & Roll Queen»                                   | 2:51         |
| 4.  | «Mary»                                                | 2:59         |
| 5.  | «Young for Eternity»                                  | 2:08         |
| 6.  | «Lines of Light»                                      | 2:12         |
| 7.  | «Oh Yeah»                                             | 2:58         |
| 8.  | «City Pavement»                                       | 2:44         |
| 9.  | «No Goodbyes»                                         | 3:31         |
| 10. | «With You»                                            | 3:02         |
| 11. | «She Sun»                                             | 3:21         |
| 12. | «Somewhere" - Содержит скрытый трек: At 1 AM. - 9:32» | 11:23        |

## Участники записи
- The Subways — музыка
- Билли Ланн — гитара, вокал, композитор
- Шарлотта Купер  — бас-гитара, вокал
- Джош Морган — ударные
- Ян Бруди — продюсер, микширование
- Джон Грэй — звукорежиссёр, микширование
- Стюарт Николс — фотография

## Чарт
| Год  | Альбом             | Место в чарте   |
| Год  | Альбом             | Top Heatseekers |
| ---- | ------------------ | --------------- |
| 2006 | Young For Eternity | 15              |